# 成田龍一
成田 龍一（なりた りゅういち、1951年11月20日 - ）は、日本の歴史学者。日本女子大学名誉教授。専門は、日本近現代史・都市社会史。学位は、文学博士（論文博士・1985年）（学位論文「加藤時次郎-加藤時次郎選集」）。

## 来歴
大阪市生まれ。1970年麻布高等学校卒業、1974年早稲田大学第一文学部卒業、1983年早稲田大学大学院文学研究科博士後期課程修了。1985年「加藤時次郎-加藤時次郎選集」で文学博士の学位を取得。横浜市立大学講師、東京外国語大学講師、助教授、日本女子大学人間社会学部助教授、教授。2022年定年退職、名誉教授。初期社会主義研究会会員。

## 人物
日本による対韓輸出優遇撤廃に反対する、＜声明＞「韓国は「敵」なのか」呼びかけ人の一人。

## 著書

### 単著
- 『加藤時次郎』不二出版 1983
- 『「故郷」という物語 都市空間の歴史学』吉川弘文館 1998
- 『〈歴史〉はいかに語られるか 1930年代「国民の物語」批判』日本放送出版協会［NHKブックス］ 2001 / ちくま学芸文庫 2010
- 『歴史学のスタイル 史学史とその周辺』校倉書房 2001
- 『近代都市空間の文化経験』岩波書店 2003
- 『司馬遼太郎の幕末・明治『竜馬がゆく』と『坂の上の雲』を読む』朝日選書 2003
- 『「大菩薩峠」論』青土社 2006
- 『歴史学のポジショナリティ 歴史叙述とその周辺』校倉書房 2006
- 『シリーズ日本近現代史 (4) 大正デモクラシー』岩波新書 2007
- 『大正デモクラシー』岩波書店〈岩波新書 新赤版〉、2007年4月。ISBN 978-4-00-431045-7。
- 『戦後思想家としての司馬遼太郎』筑摩書房 2009
- 『「戦争経験」の戦後史-語られた体験／証言／記憶』岩波書店 2010
- 『近現代日本史と歴史学 書き替えられてきた過去』中公新書 2012
- 『歴史学のナラティヴ 民衆史研究とその周辺』校倉書房 2012
- 『戦後日本史の考え方・学び方 歴史って何だろう？』（14歳の世渡り術）河出書房新社 2013
- 『戦後史入門』河出文庫 2015
- 『加藤周一を記憶する』講談社現代新書 2015
- 『「戦後」はいかに語られるか』河出ブックス 2016
- 『アジアの戦争と記憶 二〇世紀の歴史と文学』勉誠出版、2018年6月。ISBN 978-4-585-22211-8。
- 『近現代日本史との対話 幕末・維新−戦前編』集英社〈集英社新書〉、2019年1月。ISBN 978-4-08-721064-4。
- 『近現代日本史との対話 戦中・戦後−現在編』集英社〈集英社新書〉、2019年2月。ISBN 978-4-08-721068-2。
- 『環太平洋地域の移動と人種 統治から管理へ、遭遇から連帯へ』京都大学学術出版会、2020年1月。ISBN 978-4-8140-0248-1。
- 『「戦争経験」の戦後史 語られた体験／証言／記憶 増補』岩波書店〈岩波現代文庫〉、2020年8月。ISBN 978-4-00-600423-1。
- 『歴史論集1 方法としての史学史』岩波書店〈岩波現代文庫〉、2021年3月。ISBN 978-4-00-600432-3。
- 『歴史論集2〈戦後知〉を歴史化する』岩波書店〈岩波現代文庫〉、2021年5月。ISBN 978-4-00-600433-0。
- 『歴史論集3 危機の時代の歴史学のために』岩波書店〈岩波現代文庫〉、2021年7月。ISBN 978-4-00-600434-7。

### 共著
- 藤井淑禎・安井眞奈美・内田隆三・岩田重則『故郷の喪失と再生』青弓社 2000
- 『ノーマ・フィールドは語る 戦後・文学・希望』岩崎稔と聞き手、岩波ブックレット 2010
- 『立ちすくむ歴史 E・H・カー『歴史とは何か』から50年』喜安朗・岩崎稔共著、せりか書房 2012
- 『岩波新書で「戦後」をよむ』小森陽一・本田由紀共著、岩波新書 2015

### 編著
- 『加藤時次郎選集』弘隆社 1981
- 『近代日本の軌跡 (9) 都市と民衆』吉川弘文館 1993
- 『言葉と戦車を見すえて 加藤周一が考えつづけてきたこと』筑摩書房〈ちくま学芸文庫〉、2009年8月。ISBN 978-4-480-09238-0。
- 『総力戦体制』筑摩書房〈ちくま学芸文庫〉、2015年1月。ISBN 978-4-480-09649-4。 伊豫谷登士翁、岩崎稔との共編。
- 『〈世界史〉をいかに語るか グローバル時代の歴史像』岩波書店、2020年2月。ISBN 978-4-00-061389-7。 長谷川貴彦との共編。
- 『「井上ひさし」を読む 人生を肯定するまなざし』集英社〈集英社新書〉、2020年3月。ISBN 978-4-08-721114-6。
- 『〈戦後文学〉の現在形』平凡社、2020年10月。ISBN 978-4-582-83850-3。紅野謙介、内藤千珠子との共編。

### 共編著
- 石塚裕道『県民100年史 (13) 東京都の百年』山川出版社 1986
- 山之内靖、ヴィクター・コシュマン『総力戦と現代化』柏書房 1995
- 吉見俊哉『思想読本 (5) 20世紀日本の思想』作品社 2002
- 小森陽一・千野香織・酒井直樹・島薗進・吉見俊哉『岩波講座 近代日本の文化史（全10巻）』岩波書店 2002-2003
- 小森陽一、成田龍一、北原恵、紅野謙介、伊香俊哉、飯田祐子、斉藤美奈子、ユリア・ミハイロバ、坪井秀人、川村湊他 著、小森陽一、成田龍一 編『日露戦争スタディーズ』2004年2月。ISBN 978-4314009560。
- 山之内靖・伊豫谷登士翁『再魔術化する世界 総力戦・「帝国」・グローバリゼーション 山之内靖対談集』御茶の水書房 2004
- 倉沢愛子・杉原達・テッサ・モリス＝スズキ・油井大三郎・吉田裕『岩波講座アジア・太平洋戦争（全8巻）』岩波書店 2005
- 岩崎稔・上野千鶴子『戦後思想の名著50』平凡社 2006
- 『岩波講座アジア・太平洋戦争 戦後篇（記憶と認識の中のアジア・太平洋戦争）』吉田裕共編 岩波書店 2015
- 『1980年代』斎藤美奈子共編著 河出ブックス 2016
- 『〈戦後文学〉の現在形』内藤千珠子、紅野謙介共編、平凡社、2020年